# Liste des comtes et ducs de Berg
Pour un article plus général, voir Duché de Berg.

## Comtes de Berg

### Maison desEzzonides
- Hermann Ier "Pusillus" Comte Palatin de Lotharingie de la dynastie des Ezzonides ;
- Adolphe Ier de Lotharingie (en), Vidame de Deutz ;
- Adolphe II de Lotharingie (en), Vidame de Deutz.

### Maison de Berg
Le fils d’Adolphe II de Lotharingie, Adolphe Ier de Berg, devint le premier comte de Berg en 1050. Les comtes de Berg devinrent rapidement la dynastie la plus puissante de la région de Rhin. Les premiers souverains de Berg furent :

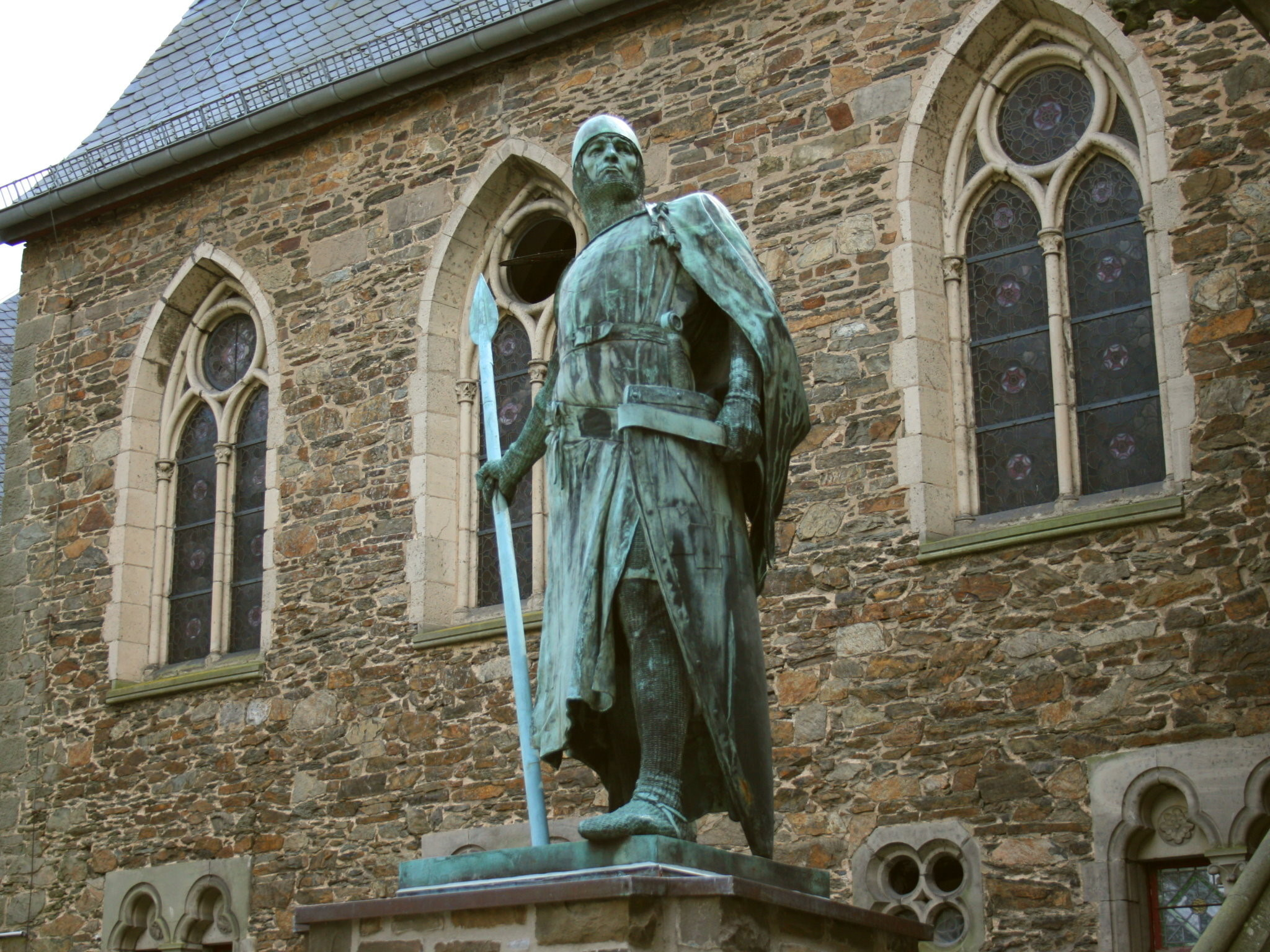
Statue d’Adolphe I de Monte, 1er Comte de Berg, au château de Burg.

- 1077-1082 : Adolphe de Berg (en), Comte de Berg de 1077 a 1082, Vidame de Werden, Deutz, Berg et Gerresheim.
- 1082-1093 : Adolphe II de Berg-Hövel (en), Comte de Berg de 1082 a 1093, comte en Auelgau et Siegburg, et Vidame de Werden. Il épouse Adelheid de Laufen, héritière de Hövel, Unna, Telgte, Warendorf, etc. Adolphe II fonda le monastère d'Altenberg. Il meurt en 1090/1106.
- 1093-1132 : Adolphe Ier de Berg, Comte de Berg de 1093 a 1132, et Comte de Hövel de 1090 a 1106, Vidame de Werden. Il épouse Adelheid de Cleves, une fille de Thierry II Comte de Cleves.
- 1132-1160 : Adolphe II de Berg, fils du précédent, est Comte de Berg de 1132 a 1160 et d'Altena. Marié à Adelheid d'Arnsberg, puis à une fille d'Engelbert von Schwarzenberg. Il fait construire le château d'Altena puis l'abbaye d'Altenberg en 1133, ou il entre comme moine en 1060. Son fils Adolphe V ayant été tué a Damas en 1148, c'est son fils cadet Engelbert qui lui succède.

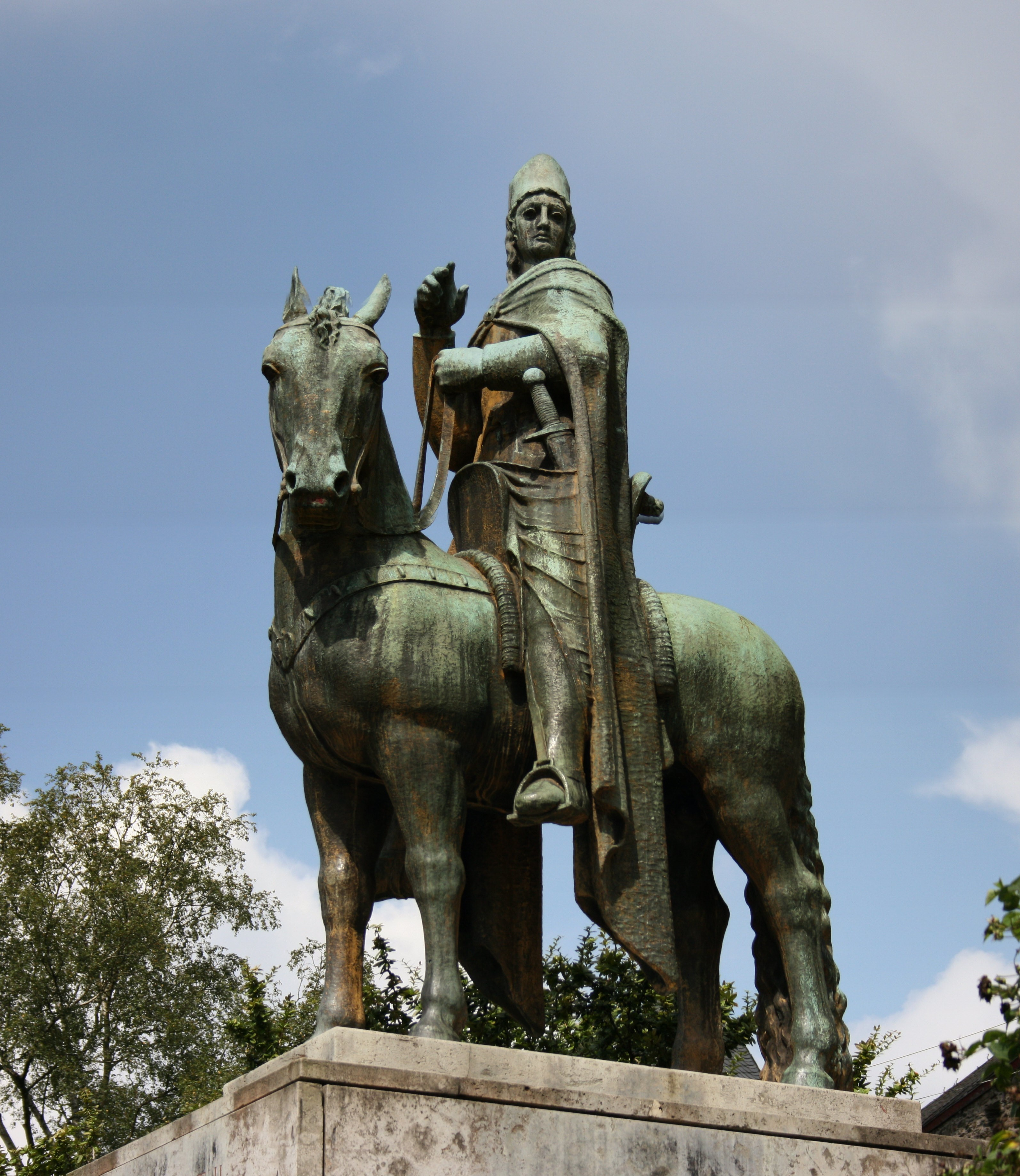
Statue de saint Engelbert II de Berg, archevêque de Cologne.

- 1160-1189 : Engelbert Ier de Berg dirigea le comté de Berg de 1160 a 1189. Il épouse Marguerite de Gueldre. Il stabilise le comté par sa politique d'apaisement avec l'Empereur et l’Archevêque de Cologne, augmentant par la sa prospérité. En juillet 1189 il est tué en Serbie, en chemin pour la Terre Sainte avec la croisade de l'Empereur Frédéric Barberousse.
- 1189-1218 : Adolphe III, Comte de Berg de 1189 a 1218. Marié à Berta de Sayn, il prend part en 1212 a la croisade contre les Cathares. En 1215 il enlève le palais impérial de Kaiserswerth. Il part en 1217 avec la Cinquième croisade et meurt le 7 aout 1218 au combat, en commandeur des troupes a Damiette, dans le delta du Nil.
- 1218-1225 : Engelbert II († 1226), frère du précédent, archevêque de Cologne. Le Duc Walram III de Limburg se considérait héritier du comté, son fils Henry (futur Duc Henri IV de Limburg) ayant épousé Ermengarde de Berg, la seule fille d’Adolphe VI. Néanmoins sous la loi salique, Englebert était l’héritier de son père et de son frère. Une dispute s'ensuivit, résolue en 1220 en faveur de l’Archevêque.
- 1225-1247 : Ermengarde († 1248), fille d’Adolphe III et mariée en 1217 à Henri IV, Duc de Limbourg, hérita de Berg après le meurtre de l’Archevêque Engelbert II. Le Comté passe dans la Maison des ducs de Limbourg, tandis que la Maison de Berg se perpétue sous le nom d'Altena et Isenberg, puis de Limburg Stirum.

### Maison de Limbourg

Armes des comtes de Berg.

- 1226-1247 : Henri IV († 1247), duc de Limbourg et comte de Berg
marié en 1217 à Ermengarde de Berg († 1248), héritière de Berg
- 1247-1259 : Adolphe IV (1220 † 1259), fils du précédent
marié en 1240 à Marguerite de Hochstaden († 1314)
- 1259-1296 : Adolphe V († 1296), fils du précédent
marié à Elisabeth de Gueldre († 1313)
- 1296-1308 : Guillaume Ier de Berg († 1308), frère du précédent
marié à Ermengarde de Clèves († 1319)
- 1308-1348 : Adolphe VI († 1348), neveu du précédent, fils d'Henri de Berg, comte de Winteck, et d'Agnès de la Mark
marié à Agnès de Clèves

### Maison de Ravensberg
- 1348-1384 : Marguerite de Ravensberg († 1389), sœur du précédent
mariée à Gérard VI († 1360) duc de Juliers
- Gérard VI († 1360) duc de Juliers épouse Marguerite de Ravensberg en 1336

### Maison de Juliers
- 1360-1380: Guillaume II, fils des précédents
marié en 1363 à Anne de Wittelsbach (1346 † 1415)

## Ducs de Berg
En 1380, le comté de Berg est érigé en duché.

### Maison de Juliers
- 1380-1408 : Guillaume II (1338 † 1408), fils des précédents
marié en 1363 à Anne de Wittelsbach (1346 † 1415)
- 1408-1437 : Adolphe VII († 1437), duc de Berg et de Juliers (Adolphe Ier)
marié à Yolande de Bar († 1421), puis en 1430 à Elisabeth de Bavière
- 1437-1475 : Gérard Ier († 1475), duc de Berg et de Juliers (Gérard VII), neveu du précédent, fils de Guillaume de Juliers (1382 † 1428) et d'Adélaïde de Tecklenbourg
marié en 1444 à Sophie de Saxe-Lauenbourg († 1473)
- 1475-1511 : Guillaume III (1455 † 1511), duc de Berg et de Juliers (Guillaume VIII), fils du précédent
marié en 1472 à Elisabeth de Nassau-Saarbrücken (1459 † 1479), puis en 1481 à Sibylle de Brandenbourg (1467 † 1524)
- 1511-1543 : Marie (1491 † 1543), fille du précédent et de Sibylle de Brandenburg
mariée en 1510 à Jean III (1490 † 1539), duc de Clèves

### Seconde maison de Clèves oumaison de La Marck
- 1511-1539 : Jean III (1490 † 1539), duc de Juliers, de Berg et de Clèves
marié en 1510 à Marie de Juliers
- 1539-1592 : Guillaume IV (1516 † 1592), duc de Clèves, de Juliers (Guillaume IX) et de Berg, fils du précédent
marié en 1546 à Marie d'Autriche (1531 † 1581)
- 1592-1609 : Jean-Guillaume de Clèves (1562 † 1609), fils du précédent
marié en 1585 à Jacqueline de Bade (1558 † 1597), puis en 1599 à Antoinette de Lorraine (1568 † 1610)
- 1609-1632 : Anne (1552 † 1632), sœur du précédent
mariée en 1574 à Philippe Louis (1547 † 1614), comte palatin de Neubourg

### Maison de Wittelsbach
- 1609-1614 : Philippe Louis (1547 † 1614), comte palatin de Neubourg
marié en 1574 à Anne (1552 † 1632)
- 1632-1653 : Wolfgang Guillaume (1578 † 1653), fils des précédents
- 1653-1690 : Philippe Guillaume (1615 † 1690), duc de Neubourg en 1666, électeur palatin en 1685, fils du précédent
- 1690-1716 : Jean Guillaume Joseph (1658 † 1716), fils du précédent
- 1716-1742 : Charles Philippe (1661 † 1742), frère du précédent
- 1742-1799 : Charles Théodore (1724 † 1799), comte palatin de Soulzbach, électeur de Bavière en 1777, cousin du précédent
- 1799-1806 : Maximilien Joseph (1756 † 1825), duc de Deux-Ponts en 1795, roi de Bavière en 1806, cousin du précédent

## Grands-ducs de Berg et de Clèves

Armoiries de Joachim Murat Grand-duc de Berg et Clèves 1806 à 1808

Napoleon Bonaparte Louis Grand-duc de Berg et Clèves 1809 à 1815

Le traité de Presbourg, signé le 27 décembre 1805, réorganise le Saint-Empire romain germanique, et Joachim Murat devient grand-duc de Berg et de Clèves.
- 1806-1808 : Joachim Murat (1765 † 1815), maréchal d'Empire, roi de Naples de 1808 à 1814
- 1808-1809 : Napoléon Ier
- 1809-1815 : Napoléon Louis Bonaparte qui fut aussi connu sous le nom de Louis II de Hollande
- 1815 : rattaché au royaume de Prusse